# Cyberattaque contre l'aéroport international Ahmed-Sékou-Touré

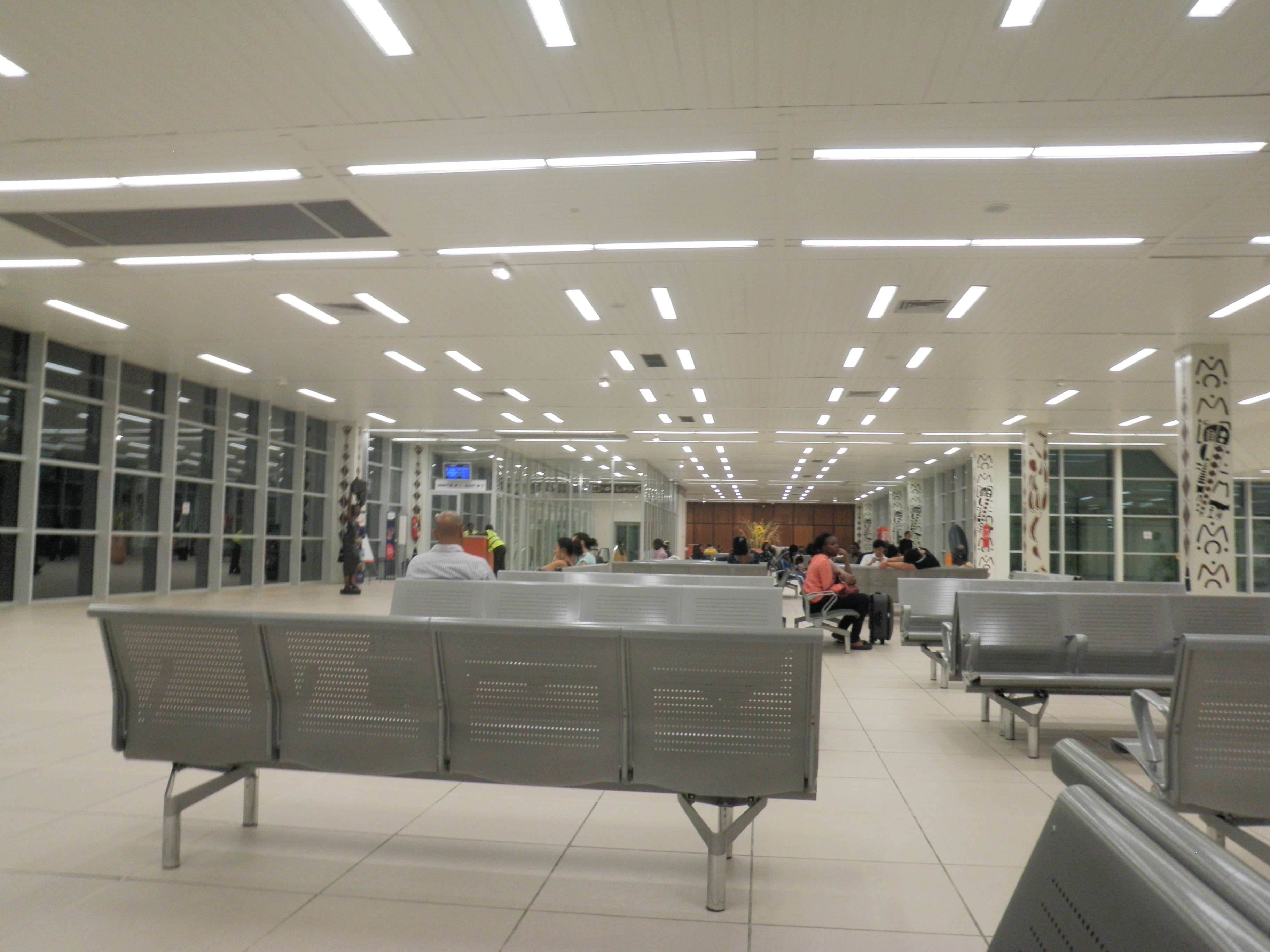
Sale d'embarquement de l'AST

La cyberattaque contre l'aéroport international Ahmed-Sékou-Touré est une cyberattaque qui entraîne entre les 8 et 11 février 2024 l'arrêt du fonctionnement du site officiel de l'aéroport international de Conakry.
Cette attaque inédit de grande ampleur, sans précédent dans l'histoire de la cyberattaque, est revendiquée par le groupe de pirates informatiques « Anonymous 224 ».

## Contexte
Depuis novembre 2023, la république de guinée est sous censure de l'essentiel des réseaux sociaux et de l'internet en général. Plusieurs associations de presse appellent à la libération d'internet mais le gouvernement invoque un impératif de sécurité nationale menacée.

### Aéroport Ahmed Sékou Touré
Le 8 janvier 2024 dans le journal, l'annonce est fait de l'inaccessibilité du site web de l'aéroport (aeroportdeconakry.com ) récupéré par le web activiste Anonymous avec pour revendication.

« Libérez internet. Internet est un droit. Le peuple de Guinée subit de graves atteintes à ses droits fondamentaux. La presse muselée, l'accès à internet restreint et la liberté d'expression confisquée. Face à ces pratiques régressives, Anonymous a décidé de prendre ses responsabilités. Nous refusons de rester silencieux devant l'oppression.
Ceci n'est qu'un avant-gout du début du commencement. »

— Extrait du message publié sur le site de l'aéroport le 7 janvier 2024
Apres deux jours, l'aéroport fait une communication après la création d'un nouveau site.

« La SOGEAC tient à s'excuser auprès de son aimable clientèle pour les problèmes de connexion au site web de l'aéroport international Ahmed Sékou Touré causés par un acte de sabotage mené par des individus malintentionnés.
Nous sommes ravis de vous informer que le site est à nouveau accessible via le lien https://aeroportahmedsekoutoure.com
Nos remerciements vont à l'endroit de toutes les structures étatiques pour leur grand appui. »

— SOGEAC

## Réactions et conséquences
Au cours de l'attaque, les responsables annoncent que c’est le site vitrine qui a été attaqué et que les informations sensibles ne sont pas affectées, ce site ne contient pas de données sécuritaires sur l’aéroport. Il n’aura pas d’impact sur le trafic aérien. selon un informateur contacté par la rédaction d'Africaguinée.